# 熱海景良
熱海 景良（あつみ けいりょう、1899年（明治32年）2月23日 - 1944年（昭和19年）2月27日）は、日本陸軍の軍人。最終階級は陸軍中佐。日本のジオイドを初めて計算した人物として知られる。

## 経歴
1899年（明治32年）、宮城県桃生郡野蒜村（現東松島市）に熱海安吉、ひさよの長男として出生。大阪陸軍地方幼年学校を経て、1919年（大正8年）5月28日に陸軍士官学校（31期）を卒業し、同年12月25日に工兵少尉に任官、工兵第19大隊付となる。陸軍砲工学校（28期）普通科を卒業後、1922年（大正11年）12月15日に工兵中尉に昇進し、1923年（大正12年）12月28日、陸地測量部班員に補される。
1929年（昭和4年）3月16日に工兵大尉に昇進後、1933年（昭和8年）にジオイド計算の取りまとめ結果を日本天文學及地球物理學輯報に発表。1934年（昭和9年）にかけて関東軍測量隊第一班付として満州の測量に従事していたが、1935年（昭和10年）に病気となり同年5月9日に再び陸地測量部班員に補される。1936年（昭和11年）8月1日に工兵少佐に昇進。
1944年（昭和19年）2月27日に肺結核で茅ヶ崎にて死去し、没後正五位に叙せられた。

## 栄典
- 1920年（大正9年）2月28日 - 正八位[12]
- 1923年（大正12年）1月20日 - 従七位[13]
- 1928年（昭和3年）2月15日 - 正七位[14]
- 1933年（昭和8年）
  - 3月15日 - 従六位[15]
  - 7月20日 - 勲六等瑞宝章[16]
- 1934年（昭和9年）
  - 3月1日 - 満州帝国：大満洲国建国功労章[17]
  - 4月29日 - 勲五等双光旭日章・昭和六年乃至九年事変従軍記章[18]
- 1936年（昭和11年）7月10日 - 満州国：勲五位景雲章[19]
- 1938年（昭和13年）
  - 4月15日 - 正六位[20]
  - 9月7日 - 勲四等瑞宝章[21]
- 1940年（昭和15年）11月10日 - 紀元二千六百年祝典記念章[22]

## 著作
- 大前憲三郎、熱海景良、鈴木猶吉、園部蔀『陸地測量学』岩波書店、東京、1940年。